# Књижевна екологија
Књижевна екологија (енгл. literary ecology) и/или екокритика (енгл. еcocriticism), је научна дисциплина која се бави начинима на које се у књижевности и књижевним делима рефлектују односи човека и животне средине у којој живи. Данас се све бројники екокритички списи, настали у овој релативно младој области кљижевности, крећу од културне историје људских еколошких система до критичке анализе значења појмова као што су човек и природа. Својим пореклом и развојем паралелним са рођењем модерне еколошке политике, књижевна екологија или екокритика је постала производ историјског и теоријског моделе који укључује и растућу плиму еколошке свести у 21. веку.

## Основне информације
Човек припада Земљи на исти начин као што јој припадају животиње и биљке. Такође, човек као посебна врста заједно са животињским и биљним које га окружују припада делу екосистема Земље значајног за његов опстанак. Људска врста је најсавршеније биће на Земљи настало као производ дугог временског процеса званог еволуција у којем је еколошка равнотежа играла пресудну улогу за његов настанк и развој. Тако је временом кроз еволуцију настала човекова супериорност у екосистему, пре свега и због чињенице да је он једино биће на Земљи које се бави књижевношћу.
Као што примећује Џозеф Мекер, иако човек попут биљке нема способност фотосинтезе и није у стању да лети попут птица, он поседује врхунски мозак који је у стању да произведе сјајне епске песме, бројна књижњвна дела и осредње канцеларијске записе. Овај јединствени књижевни таленат у том смислу уздиже човека изнад свих других овоземаљских бића у сложеном екосистему Земље. Како ћовек у том екосистему може да учини доста доброг али и доста лошег он кроз књижевна дела може да ујкаже на бројне проблеме и предложи мере за унапређење екостистема на Земљи.
Сама реч екокритика представља неку врсту полунеологизма. Префикс еко— у речи екокритика представља скраћеницу за екологија, која је предмет интересовања књижевне екологије која има за циљ проучавање међусобних односа свих живих бића у њиховом природном окружењу, као и њихове односе и везе са тим истим окружењем.
Научници који се баве овом области књижевности проучавају односе човека и животне средине кроз литературу на интердисциплинаран начин. Анализирају текстове који илуструју бригу о животној средини они истовремено истражују различите начине на које књижевност третира природу, или како се у књижевним делима рефлектују односи човека и физичке средине у којој он живи.

Према томе користећи се интердисциплинарним приступом екокритичари анализирају објављене радове бројних аутора, истраживача и песника у контексту питања заштите животне средине и природе, желећи да кроз екокритику укажу на проблеме и предложе могућа решења за исправљање тренутног стања у човековом окружењу.
Књижевна екологија или екокритика у својим активностима има широк приступ који је познат и по бројним другим називима ове области књижевности, укључујући:
- „зелене (културне) студије“,
- „екопоетика“ и
- „еколошка литерарна критика“,[20]

Ову област често прати и давање информација и из других подручја као што су екологија, одрживи развој, биополитика, историја животне средине и друштвена екологија.
Иако се данас сви екокритичари не слажу са сврхом, методологијом или обимом екокритичности, она се све више развија али и уобличава коз нове активности.

## Развој књижевне екологије
Прва еколошка истраживања из области хуманистичких наука, започета су у Великој Британији и Сједињеним Америчким Државама 1960-тих, када је у оквиру антропологије почела да се развија дисциплина под називом еколошка антропологија, коју је Бенџамин Орлов дефининисао као... истраживање односа између динамике становништва, социјалне организације и културе, с једне стране, и животне средине, с друге.
Од тада антрополози истражују улогу културне праксе и веровања који омогућавају људској популацији да оптимизира своју адаптацију у животну средину и да спречи деградацију локалног и регионалног екосистема.
Еколошка антропологија је у свом периоду развоја прошла кроз три стадијума:
- Први стадијум — од 1930. до 1960. године, који карактерише оријентација ка Боасовом историјском партикуларизму.
- Други стадијум — од 1960. до почетка 19170-тих година, коју карактерише неоеволуционизам и неофункционализам у оквиру којих се изучава појава пољопривреде и државе.[24]
- Трећи стадијум — од 1970-тих година,[25] који се развија у области еколошке антропологије и карактерише се процесуалним приступом, у оквиру којег се обављају истраживања промена у индивидуалним и групним активностима са фокусом на механизме у којима понашање и спољни фактори утичу једни на друге.[26]

Крајем 1990-их година Конрад Котак је указао на развој „нове еколошке антропологије“, или антропологију животне средине, која комбинује теорије и анализе са политичком свешћу и практичним старањем, што је резултовало новим поддисциплинама, као што су примењена еколошка антропологија и политичка екологија
Осим у англосаксонској антропологији, еколошка свест заузима важно место и у анализи књижевних дела. У тој области као посебан покрет или школа књижевне критике, јавила се екокритика и/или књижевна екологија, која је почела да се развија тек 1990-их година, са циљем да се бави начинима на које се у књижевности и књижевним делима рефлектују односи човека и животне средине у којој живи. Тако је временом однос људи и животиња постао тема бројних зборника радова који истичу да они имају за циљ да се у проучавање животиња још интензивније укључе и хуманистичке науке.
Нарочито у почетној фази развоја, књижевна екологија је била стециште искључиво америчких критичара и била је ограничена на бављење америчком књижевношћу. Као озбиљни заговорници сопствене теорије екокритичари, су претендујући на приказивање и верификацију сопствених резултата основали своју организацију, па су тако у Сједињеним Америчким Државама екокритика најчешће своје активности везаивали за рад у Удружењу за проучавање књижевности и животне средине (акроним ASLE —  Association for the Study of  Literature and Environment), Цременом ово удружење је постало домаћин традиционалне двогодишње конференције за научнике широм света који се баве питањима заштите животне средине у литератури и хуманистичким срединама уопште. Удружења за проучавање књижевности и животне средине покренуло је и часопис - Интердисциплинарне студије књижевности и животне средине (акроним ISLE — Interdisciplinary Studies in Literature and Environment)., у којем бројни аутори из области књичевцне екологије објављују своје истраживачке радове.
Повећано интересовање за еколошка питања у многим академским дисциплинама довело је до све већег развоја књижевна екологије, као успешне академске области унутар студија књижевности, које истражује односе између људских бића и нељудског окружења.
Током свог рада екокритичари колективно доносе алате и методе у хуманистичкихм наукама који треба да одговоре на хитна питања, у данашњем доба глобалне еколошке кризе.

Често комбинујући креативне или нетрадиционалне облике са утврђеним истраживачким методама, екокритичари измишљају начине уз чију помоћ би хуманистичке науке могле да се ангажују у нашем окружењу које се брзо мења.
Тако овај дискурс заправо представља покушај поклоника хуманизма да се помире са светом који се брзо мења.